# Choplifter
Choplifter é um jogo de Shoot 'em up desenvolvida a partir do ano de 1982, em que o jogador controla um helicóptero e salva pessoas de acidentes e ataques. Teve versões para vários consoles, como Atari, Master System, Commodore 64 e Nes.
Na versão original para arcade, o jogo consiste em resgatar reféns de um exército inimigo, os quais estão presos em castelos, navios, submarinos e cavernas. A ação é frenética e a música dá um clima legal ao jogo. O jogador deve ter extremo cuidado ao pousar para resgatar os reféns, pois pode esmagá-los com os esquis do helicóptero.
Nos anos 90 foi feita uma versão para o Super Nintendo, esta com muitas inovações, como maior quantidade de armamentos, chefes de fases (boss) e aumento da dificuldade (que já era muita!)